# Never Again (chanson de Kelly Clarkson)
Pour les articles homonymes, voir Never Again.
Singles de Kelly Clarkson
Walk Away
(2006) Sober
(2007)
Pistes de My December
One Minute
Never Again est le premier single du 3e album de la chanteuse américaine pop rock Kelly Clarkson, My December sorti en 2007.
La chanson a été écrite par Kelly Clarkson et Jimmy Messer.
En janvier 2009, la chanson a été téléchargée plus de 995.000 fois.
La chanson était nommée dans la catégorie "Payback Track" des Teen Choice Awards.
D'après MTV News, la chanson s'inspire de la rupture de Kelly Clarkson et de David Hodges.
Le single s'est vendu à plus de 2 000 000 d'exemplaires dans le monde, dont plus de 500 000 aux États-Unis.

## Position dans les hits-parades
| Chart (2007)                         | Meilleure position |
| ------------------------------------ | ------------------ |
| Australian ARIA Singles Chart        | 5                  |
| Canada                               | 8                  |
| Allemagne                            | 19                 |
| Autriche                             | 36                 |
| Grèce                                | 15                 |
| Irish Singles Chart                  | 11                 |
| Nouvelle-Zélande RIANZ Singles Chart | 20                 |
| Royaume-Uni                          | 9                  |
| U.S. Billboard Hot 100               | 8                  |

## Certifications
| Pays       | Certification | Ventes    |
| ---------- | ------------- | --------- |
| États-Unis | Or            | 1,106,000 |
| Australie  | Or            | 35,000+   |